# Mathis (Teksas)
Mathis – miasto w Stanach Zjednoczonych, w stanie Teksas, w hrabstwie San Patricio.